# 异龙镇
异龙镇，原称城关镇，是中华人民共和国云南省红河哈尼族彝族自治州石屏县下辖的一个乡镇级行政单位。

## 行政区划
异龙镇下辖以下地区：
城东社区、云泉社区、卫家营社区、陶村、大水村、大瑞城村、杨广城村、鸭子坝村、他腊坝村、孙家营村、松村、六谷冲村、李家寨村、阿希者村、冒合村、高家湾村、豆地湾村、小水村、大西山村、弥太柏村、马鞍山村、六家山村、银柱塘村、上普租村和大塘村。